# Dávid Ďuriš
Dávid Ďuriš (Žilina, 22 de marzo de 1999) es un futbolista eslovaco que juega en la demarcación de extremo para el Rosenborg BK de la Eliteserien.

## Selección nacional
Tras jugar en varias categorías inferiores de la selección, finalmente hizo su debut con la selección de fútbol de Eslovaquia el 22 de septiembre de 2022 en un encuentro de la Liga de Naciones de la UEFA 2022-23 contra Azerbaiyán que finalizó con un resultado de 1-2 a favor del combinado azerí tras el gol de Erik Jirka para Eslovaquia, y de Renat Dadaşov y Hojjat Haghverdi para el combinado azerí.

### Participaciones en Eurocopas
| Copa          | Sede     | Resultado        | Partidos | Goles |
| ------------- | -------- | ---------------- | -------- | ----- |
| Eurocopa 2024 | Alemania | Octavos de final | 2        | 0     |

## Clubes
| Club                  | País       | Año       | Partidos | Goles |
| --------------------- | ---------- | --------- | -------- | ----- |
| MŠK Žilina "B"        | Eslovaquia | 2017-2021 | 44       | 8     |
| MŠK Žilina            | Eslovaquia | 2018-2024 | 166      | 48    |
| Ascoli Calcio 1898 FC | Italia     | 2024      | 11       | 2     |
| MŠK Žilina            | Eslovaquia | 2024-2025 | 39       | 13    |
| Rosenborg BK          | Noruega    | 2025-     |          |       |